# 熱帶森林
热带森林是位於热带的森林，大致位於北回歸線與南回歸線之間。有些樹林很难被确定為热带森林。虽然温带地区的森林很容易根据树冠密度进行區分，但这种方法并不适用於热带森林。无论是在热带地区还是在其他地区，都没有一个单一的方法来界定什么是森林。不過热带森林確實分佈广泛，它的面積將近世界森林總面積的一半，為45%，其次是寒带、温带和亚热带地区的森林。2018年有超过360万公顷的热带原始森林消失。